# Forceville-en-Vimeu
Forceville-en-Vimeu is een gemeente in het Franse departement Somme (regio Hauts-de-France) en telt 262 inwoners (1999). De plaats maakt deel uit van het arrondissement Amiens.

## Geografie
De oppervlakte van Forceville-en-Vimeu bedraagt 3,0 km², de bevolkingsdichtheid is 87,3 inwoners per km².
De onderstaande kaart toont de ligging van Forceville-en-Vimeu met de belangrijkste infrastructuur en aangrenzende gemeenten.

## Demografie
Onderstaande figuur toont het verloop van het inwonertal (bron: INSEE-tellingen).